# Luc Perino
Pour les articles homonymes, voir Perino.
Luc Perino, né en 1947 à Toulon, est un médecin, écrivain et enseignant universitaire français.

## Biographie
Il est titulaire du diplôme universitaire de médecine tropicale et d’épidémiologie. Il enseigne l'Histoire de la médecine, l’épistémologie ainsi que les sciences humaines et sociales à la faculté de médecine de Lyon. Il a contribué à la mise en place d’un diplôme universitaire intitulé « Biologie de l’évolution et médecine ».
Essayiste et romancier, il est aussi connu pour son implication dans la défense et la promotion de la médecine générale et clinique.
Il milite pour une formation médicale continue et une éducation sanitaire indépendante. Il est engagé dans la promotion de la médecine darwinienne en France, ou médecine évolutionniste, c'est-à-dire la prise en considération du passé évolutif de l'espèce humaine dans l'enseignement de la médecine et dans la pose du diagnostic. Il traduit des articles anglophones de cette discipline  et rédige des articles pour la revue Médecine.
Il est le médecin filmé par Hélène de Crécy dans le film documentaire La Consultation.

## Publications
- Le Bobologue, Paris, Pétrelle, 2001, 289 p. (ISBN 978-2-915543-17-9).
- Carnets de santé, Calmann-Lévy, 2003, 302 p. (ISBN 978-2-7021-3484-9).
- La Sagesse du médecin, L'œil neuf, 2003, 114 p. (ISBN 978-2-915543-02-5).
- Humeurs médicales, Le Félin, 2005, 190 p. (ISBN 978-2-7441-9665-2).
- Darwin viendra-t-il ?, Paris, Le Pommier, 2008, 338 p. (ISBN 978-2-7465-0386-1).
- Une brève histoire du médicament, Paris, L'œil neuf, 2009, 140 p. (ISBN 978-2-915543-29-2).
- À quoi sert vraiment un médecin ?, Paris, Armand Colin, 2011, 192 p. (ISBN 978-2-200-25555-8).
- Les Nouveaux paradoxes de la médecine : la santé entre science, raison, profit et précaution, Paris, Le Pommier, 2012, 240 p. (ISBN 978-2-7465-0630-5, lire en ligne).
- Pour une médecine évolutionniste : Une nouvelle vision de la santé, Paris, Le Seuil, coll. « Science ouverte », 2017, 448 p. (ISBN 978-2-02-122344-6, lire en ligne).
- Darwin et les sciences de l'évolution pour les nuls, First, 2018.
- Patients zéro. Histoires inversées de la médecine, La Découverte, 2020.
- Les non maladies, Paris, Seuil, 2023, 352 p. (ISBN 9782021517620)[4].